# John Adams (físico)
John Bertram Adams (24 de maio de 1920 — 3 de março de 1984) foi um físico nuclear e administrador britânico.

## No CERN
Chegou ao CERN em 1953 para trabalhar na elaboração e construção do Sincrotrão a Protões (PS), e foi designado diretor do Divisão PS de 1954 até maio 1960 altura em que tomou as funções de Diretor-Geral com a morte súbita do diretor da altura Cornelis Bakker até à eleição de Victor Weisskopf no ano seguinte.
Em 1969 foi nomeado pelo Concelho do CERN para Diretor do Projecto de 300 Gev, e Diretor-Geral para do novo Laboratório 300 Gev, que viria a ser o Laboratório II (Prevessin, França).
Em 1971, depois da decisão de se continuar o programa de oito anos, foi nomeado Diretor-Geral do Laboratório II com a responsabilidade de elaboração e construção do acelerador Super Sincrotrão a Protões (SPS) enquanto Willibald Jentschke era nomeado para Diretor-Geral do CERN instalado no então chamado Laboratório I (Meyrin, Suíça).
Em 1975, com as obras da construção do SPS terminada, os laboratórios I e II 'fusionaram'. Entre 1976 e 1980 tomou o cargo de Diretor-Geral do CERN enquanto Léon Van Hove foi nomeado Diretor-Geral para a Pesquisa.

## Em Inglaterra
Durante a Segunda Guerra Mundial trabalhou no Laboratório de Radar do Ministério da Produção de Aviões na Inglaterra onde aprendeu física e engenharia. Depois da guerra foi para o Estabelecimento de Pesquisa de Energia Atómica e mesmo sem ter qualificação formal, tornou-se especialista na elaboração e construção de máquinas e instrumentação utilizados na pesquisa da física, elaborando um sincrocíclotron de 180 Mev.
Depois do tempo passado no CERN, voltou ao Reino Unido em 1961 como diretor do Laboratório de Fusão Culham, e entre 1966 e 1971 foi membro do Autoridade da Energia Atómica do Reino Unido.
O seu contacto com o CERN continuou depois do fim do seu mandato como Diretor-Geral. Foi Presidente do Comitê Internacional para Futuros Aceleradores e nomeado em várias comissões e painéis ligados com a Comunidade Europeia.

## Ligações externos
- Media relacionados com John Adams (físico) no Wikimedia Commons
- The John Adams Accelerator Institute